# Quisqueyanos valientes

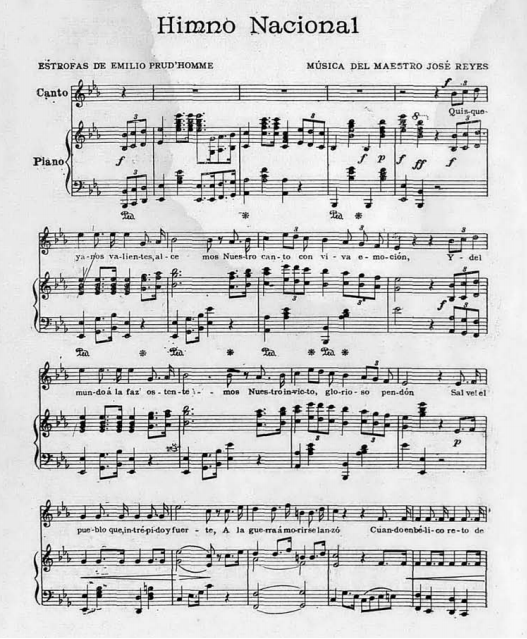

Quisqueyanos valientes is het volkslied van de Dominicaanse Republiek. ('Quisqueya' is de oorspronkelijke naam van het eiland Hispaniola.) De muziek is gemaakt door Jose Rufino Reyes Siancas (1835-1905), en de tekst is geschreven door Emilio Prud'homme (1856-1932). De Quisqueyanos valientes werd voor het eerst publiekelijk ten gehore gebracht op 17 augustus 1883 bij de Vrijmetselaarsloge 'Esperanza No.9'. 
De muziek was een groot succes, maar de tekst klopte niet. In 1897 maakte Emilio Prud'homme de (huidige) gecorrigeerde versie. Het werd het volkslied van de Dominicaanse Republiek op 30 mei 1934.

## Spaanse tekst
I
Quisqueyanos valientes, alcemos
Nuestro canto con viva emoción,
Y del mundo a la faz ostentemos
Nuestro invicto glorioso pendón.
¡Salve el pueblo que intrépido y fuerte,
A la guerra a morir se lanzó
Cuando en bélico reto de muerte
Sus cadenas de esclavo rompió.
Ningun pueblo ser libre merece
Si es esclavo indolente y servil;
Si en su pecho la llama no crece
Que templó el heroismo viril.
Mas Quisqueya la indómita y brava
Siempre altiva la frente alzará:
Que si fuere mil veces esclava
Otras tantas ser libre sabrá.
II
Que si dolo y ardid la expusieron
de un intruso señor al desdén,
¡Las Carreras ! ¡Beller!... campos fueron
que cubiertos de gloria se ven.
Que en la cima de heroíco baluarte,
de los libres el verbo encarnó,
donde el genio de Sánchez y Duarte
a ser libre o morir enseñó.
Y si pudo inconsulto caudillo
de esas glorias el brillo empañar,
de la guerra se vió en Capotillo
la bandera de fuego ondear.
Y el incendio que atónito deja
de Castilla al soberbio león,
de las playas gloriosas le aleja
donde flota el cruzado pendón.
III
Compatriotas, mostremos erguida
nuestra frente, orgullosos de hoy más;
que Quisqueya será destruida
pero sierva de nuevo, jamás.
Que es santuario de amor cada pecho
do la patria se siente vivir;
Y es su escudo invencible, el derecho;
Y es su lema: ser libre o morir.
Libertad que aún se yergue serena
La victoria en su carro triunfal.
Y el clarín de la guerra aún resuena
Pregonando su gloria inmortal.
¡Libertad! Que los ecos se agiten
Mientras llenos de noble ansiedad
Nuestros campos de gloria repiten
¡Libertad! ¡Libertad! ¡Libertad!